# Club d'aviron La Maruca
Maillots
Le Club d'aviron La Maruca (Club de Remo La Maruca en castillan) est un club sportif cantabre fondé en 1975 sous le nom de Société Culturelle et Récréative Amis de la Maruca. Il participe habituellement aux régates dans toutes les catégories et disciplines de banc fixe, surtout en batels et trainerillas et éventuellement aussi en trainières.

## Histoire
Le Club d'aviron La Maruca a été fondé en 1975, mais n'a pas participé jusqu'au 6 mai 1976, quand dans l'étang de Nueva Montaña, il dispute sa première régate officielle. En 1977 le club organise sa première régate officielle, le seconde de la ligue de batels de Cantabrie.
En 1992 ils inaugurent l'École d'Aviron de la Maruca et établissent un siège social stable. Durant l'année 1994 le club organise pour la première fois la Traversée Vierge de la Mer.
Durant 1998 ils débutent dans une régate de trainières dans la baie de Castro-Urdiales, le 8 février, obtenant chacun la quatrième place dans les Drapeaux Castro-Urdiales et Suances. Pendant cette saison et la suivante ils disputent les régates de la région et en 2000 ils fusionnent avec le Club d'aviron Ciudad de Santander en apportant ensemble deux trainières à la ville de Santander. Le club obtient de grands résultats comme la victoire dans le XXIVe Drapeau de Sotileza, le XVIIe Drapeau de Basander, le IIIe Drapeau Caja Cantabria, le XIIIe Drapeau d'Erandio, le XXIIIe Drapeau Villa de Bilbao, le IIe Drapeau de La Maruca et surtout le XXXIe Drapeau de Santander.
Les années 2001 et 2002 on maintient cette fusion et on obtient plusieurs importants drapeaux comme le XXVe Drapeau de Sotileza, les IIIe et IVe Drapeau de La Maruca, le XXXIe Grand prix Astillero, le XXXIIe Drapeau de Santoña, le XIXe Trophée Prince des Asturies puis un autre Drapeau de Santander (XXXIIe édition).
Une fois terminée cette union, ils ont continué à apporter des rameurs au Club d'aviron Ciudad de Santander. En 2008 ressort sa trainière pour la Ligue ARC avec quelques rameurs cédés par la Société sportive d'aviron Astillero. Dans la saison 2009 il s'est uni de nouveau au Club d'aviron Ciudad de Santander, pour sortir à nouveau la trainière de manière conjointe.

## Palmarès
- Bronze dans le Championnat d'Espagne : 2002
- 1 Championnat de Cantabrie de Batels
- 3 Ligue de Batels de Cantabrie
- 1 Traversée Vierge de la Mer

### Sources
- (es) Cet article est partiellement ou en totalité issu de l’article de Wikipédia en espagnol intitulé « Club de Remo La Maruca » (voir la liste des auteurs).